# Чоруода
Чоруо́да — река в Олёкминском районе Якутии (Россия), правый приток Токко. Длина реки составляет 145 км, площадь водосборного бассейна — 4330 км². 
Река стекает с северных склонов хребта Удокан на высоте более 822 м над уровнем моря. В верховьях течёт преимущественно на северо-запад, протекает через несколько озёр. Затем поворачивает на север, принимает сток из относительно крупного озера Мюкя-Кюеле через реку Улахан-Мюкя. В основном протекает по берёзово-лиственничной холмистой и горной тайге Олёкмо-Чарского нагорья. Перед устьем вновь поворачивает на северо-запад. Впадает в Токко в 273 км от её устья по правому берегу, на высоте менее 325 м над уровнем моря. Ширина в нижнем течении у брода — 100 м при глубине 0,7 м; скорость течения в низовьях — 1,8 м/с. 

## Основные притоки
Указаны поименованные притоки длиной 30 км и более.
| Название   | Расстояние от устья | Длина | Положение |
| ---------- | ------------------- | ----- | --------- |
| Чоруодакан | 18                  | 115   | правый    |
| Усуу       | 43                  | 88    | левый     |
| Олоннокоон | 50                  | 62    | левый     |

## Данные водного реестра
По данным государственного водного реестра России и геоинформационной системы водохозяйственного районирования территории РФ, подготовленной Федеральным агентством водных ресурсов:
- Бассейновый округ — Ленский
- Речной бассейн — Лена
- Речной подбассейн — Олёкма
- Водохозяйственный участок — Чара
- Код водного объекта — 18030400212117200026116